# Yugawa
Yugawa (湯川村, Yugawa-mura) est un village japonais (村, mura ou son) situé dans la préfecture de Fukushima.
Sa population au 1er juin 2013 est estimée à 3 217 habitants.